# Sabiha Sultan
Rukije Sabiha Sultan (osmańskoturecki: رقیہ صبیحه سلطان; „urok” i „poranek” lub „piękna”; po 1952 r. Sabiha Osmanoğlu; ur. 19 marca 1894, zm. 26 sierpnia 1971) – księżniczka osmańska, trzecia i ostatnia córka sułtana Mehmeda VI i jego pierwszej żony Nazikeda Kadın. Była pierwszą żoną Şehzade'a Ömera Faruka, syna kalifa Abdulmecida II i Şehsuvara Hanıma.

## Wczesne życie
Przyszła na świat 19 marca 1894 roku w rodzinnym pałacu w Ortaköy jako córka Mehmeda VI, syn Abdulmejida I, i Gülistu Kadına. Matką była pierwsza żona jej ojca, Nazikeda Kadın, córka Hasana Marshana i Fatmy Horecan Aredby. Sabiha była trzecią i najmłodszą córką pary. Przez skomplikowany poród Nazikeda nie mogła później mieć kolejnych dzieci.
Sabiha miała dwie siostry, Münire Fenire Sultan, starszą od niej o 6 lat, oraz Fatmę Ulviye Sultan, starszą od niej o 2 lata. Miała także przyrodniego brata, młodszego o 18 lat Şehzade Mehmeda Ertuğrula, urodzonego przez drugą żonę jej ojca, Müveddet Kadin.
Sabiha i jej siostra Ulviye uczyły się u Refika Beya, syna Mihrifeleka Hanima, drugiej gospodyni sułtana Abdülmecida I, oraz u Mlle Voçino. Ćwiczyły grę na fortepianie.

## Małżeństwo
Sabiha Sultan była najbardziej podziwianą księżniczką swojego pokolenia. Ci, którzy ją znali, jak np. turecki poeta Yahya Kemal, często ją chwalili, mówiąc, że jest „inna” od reszty kobiet z rodziny cesarskiej.
Kiedy jej ojciec objął tron w 1918 roku, Sabiha wciąż była niezamężna. Miała jednak kilku zalotników: Raufa Orbaya, krewnego Sazkara Hanıma, jednej z małżonków sułtana Abdülhamida II; Mahmuda Kemaal Paszę, członka rządu; Babanzade Fuad Beya, starszego oficera; Suphi Bey z Damaszku, kapitana armii; Mehmed Ali Pasza, bratanka wielkiego wezyra Ahmeda Muhtara Paszy.
Wszyscy zostali natychmiast odrzuceni, ponieważ Sabiha wyraziła chęć poślubienia Şehzade'a Ömera Faruka, jej drugiego kuzyna, syna przyszłego kalifa Abdülmecida II i wnuka sułtana Abdülaziza.

### Ślub

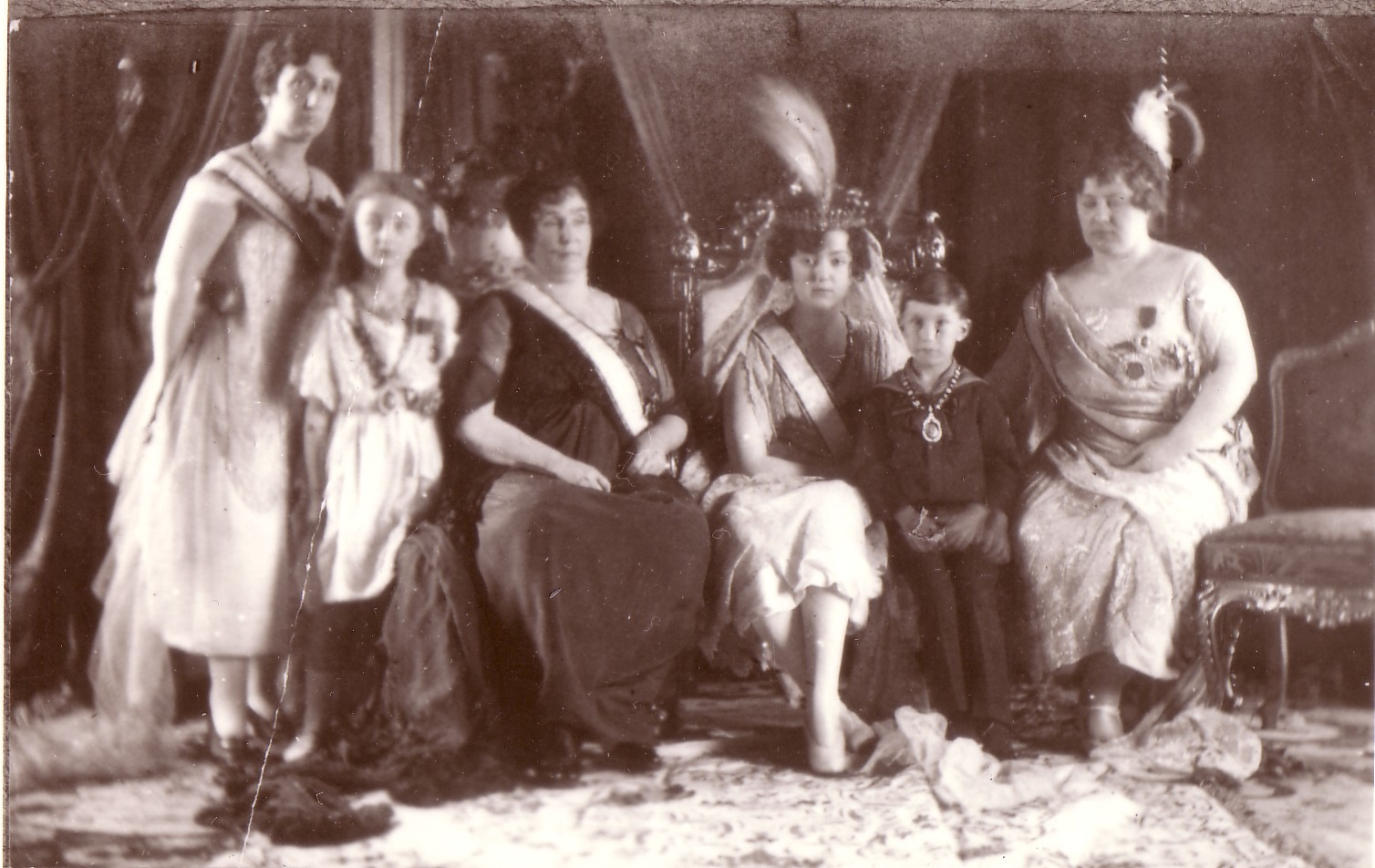
Sabiha Sultan (trzecia od prawej) w dniu ślubu. Razem z nią, od lewej do prawej: jej siostra Ulviye, szwagierka Dürrüşehvar, matka Nazikeda, przyrodni brat Ertuğrul i teściowa Şehsuvar.

Początkowo jej życzenie zostało odrzucone, ponieważ między rodziną Sabihy, potomkami sułtana Abdülmecida I, a rodziną Faruka, potomkami Abdülaziza (obaj byli przyrodnimi braćmi), trwał konflikt w związku z podejrzaną śmiercią Abdülaziza. Przypuszczano, że został zamordowany przez zwolenników Abdülmecida I. Ostatecznie matki młodych, Şehzade Ömera Faruka i Nazikeda Kadın, wstawiły się za nimi u swoich małżonków, uzyskując zgodę na małżeństwo, które mogło przyczynić się do pogodzenia rodziny.
Ślub odbył się 20 kwietnia 1920 roku w Pałacu Topkapi. Celebransem był Şeyhülislam Hayrizade Ibrahim Efendi oraz przedstawiciele małżonków: Başkatip Ali Fuad Bey ze strony Sabiha i Ömer Yaver Pasha ze strony Faruka. Przyjęcie odbyło się w Pałacu Yildiz.
Początkowo para osiedliła się w willi w Rumeli Hisarı, ale w październiku 1920 roku ojciec Sabihy podarował jej i jej siostrze Ulviye Sultan dwa pałace w Nişantaşı. Rezydencje były znane jako Pałace Bliźniacze. Małżonkowie zdecydowali się mieszkać w Nişantaşı zimą. Rumeli Hisarı stała się ich letnim domem.

## Wydanie i wygnanie
W ciągu następnych trzech lat małżonkom urodziły się dwie córki. Pierwsza, Fatma Neslişah Sultan, przyszła na świat w 1921 roku, a po dwóch latach, zaledwie sześć miesięcy przed wygnaniem rodziny cesarskiej z Turcji, urodziła się Zehra Hanzade Sultan. Faruk i ojciec Sabihy przebywali wówczas w Szwajcarii – Sabiha dołączyła do ojca i męża wraz z córkami, podróżując Orient Expressem. Ze Szwajcarii przenieśli się do Nicei, gdzie urodziła się ostatnia córka Sabihy i Faruka, Necla Hibetullah Sultan.
W 1930 roku Sabiha i Faruk gościli w swoim domku kuzyna Şehzade Ibrahima Tevfika i jego rodzinę, w tym jego najmłodszą córkę, Fevziye Sultan. W domu mieszkała też matka Sabihy, Nazikeda Kadın, która zajmowała pokój gościnny. Okazjonalnie przebywał tu jej pasierb Şehzade Mehmed Ertuğrul, gdy przyjeżdżał w odwiedziny do przyrodniej siostry i siostrzenicy.
W 1938 roku Sabiha wraz z rodziną, w tym matką, przeprowadziła się do Aleksandrii w Egipcie, gdzie w 1941 roku zmarła już chora Nazikeda.
W 1940 roku, 19 września, Sabiha była obecna na ślubie swojej córki Hanzade z egipskim księciem Mehmedem Ali Ibrahimem. Z kolei 26 września odbył się ślub jej drugiej córki Neslişah z Mohamedem Abdelem Moneimem, synem ostatniego kedywa Egiptu Abbasa Hilmi II. Córka Necla wyszła za mąż za egipskiego księcia Amira Ibrahima trzy lata później.

## Rozwód
Po ślubach córek małżeństwo Sabihy i Faruka popadło w kryzys. Faruk zakochał się w jednej ze swoich kuzynek, Mihribanie Mihrişah Sultan.
W 1944 roku, po śmierci kalifa Abdülmecida II, rodzina zebrała się, aby wybrać nową głowę cesarskiego rodu Osmanów. Sabiha stanęła po stronie Faruka na korzyść Şehzade Ahmeda Nihada, który ostatecznie objął to stanowisko. Faruk skorzystał z okazji, aby oskarżyć Sabihę o manipulowanie córkami w celu skierowania ich przeciwko niemu i poprosił o rozwód, który udało mu się uzyskać 5 marca 1948 roku. Dziesięć lat później Faruk rozwiódł się z Mihrişah. Oświadczył, że „rozwiódł się z najlepszą kobietą, aby poślubić najgorszą”.

## Ostatnie lata
Po rozwodzie Sabiha opuściła willę w Maadi i przeprowadziła się do Heliopolis, do małego mieszkania bliżej domu córki Neslişah. Poprosiła córkę Hanzade, mieszkającą wówczas w Paryżu, aby w jej domu w Kairze mogła przechować meble i dobytek, który nie zmieścił się w nowym mieszkaniu. Hanzade zgodziła się, ale w 1952 roku, wraz z rewolucją egipską, która doprowadziła do wypędzenia z kraju rodziny królewskiej, wszyscy Osmanowie przebywający w Egipcie zostali wygnani, a ich majątek skonfiskowany.
Rodzina Sabihy uciekła do Europy, gdzie mieszkała u swoich córek w Montreux i Paryżu. Przez pewien czas mieszkała z siostrzeńcem Sultanzade Sabahaddinem Beyem, synem kuzynki Senihy Sultan.
W 1952 roku rząd turecki wycofał decyzję o wygnaniu księżniczek. Sabiha natychmiast zdecydowała się na powrót do Stambułu, gdzie zgodnie z ustawą o nazwiskach z 1934 roku przyjęła imię Sabiha Osmanoğlu. Osiadła w dzielnicy Nişantaşı, gdzie niegdyś znajdował się jej pałac.

## Śmierć
Rukije Sabiha Sultan zmarła 26 sierpnia 1971 roku w swoim domu w wieku 77 lat. Została pochowana na cmentarzu Aşiyan Asri w Stambule.

## Dzieci
| Nazwa                   | Narodziny        | Śmierć              | Notatki                                                                                |
| ----------------------- | ---------------- | ------------------- | -------------------------------------------------------------------------------------- |
| Fatma Neslişah Sultan   | 2 lutego 1921    | 2 kwietnia 2012     | Raz żonaty i miał syna i córkę; zmarł w Stambule w Turcji                              |
| Zehra Hanzade Sultan    | 12 września 1923 | 19 marca 1998       | Raz żonaty i miał syna i córkę; zmarł w Paryżu, Francja                                |
| Hibetullah Necla Sultan | 16 maja 1926     | 6 października 2006 | Urodzony w Nicei we Francji; raz ożenił się i miał syna; zmarł w Lizbonie w Portugalii |

## Pochodzenie
|  |                         |  |  |  |  |  |  |  |  |  |  |  |  |  |  |  |
|  | 8. Mahmud II            |  |  |  |  |  |  |  |  |  |  |  |  |  |  |  |
|  |                         |  |  |  |  |  |  |  |  |  |  |  |  |  |  |  |
|  |                         |  |  |  |  |  |  |  |  |  |  |  |  |  |  |  |
|  | 4. Abdulmejid I         |  |  |  |  |  |  |  |  |  |  |  |  |  |  |  |
|  |                         |  |  |  |  |  |  |  |  |  |  |  |  |  |  |  |
|  |                         |  |  |  |  |  |  |  |  |  |  |  |  |  |  |  |
|  | 9. Bezmiâlem Sultan     |  |  |  |  |  |  |  |  |  |  |  |  |  |  |  |
|  |                         |  |  |  |  |  |  |  |  |  |  |  |  |  |  |  |
|  |                         |  |  |  |  |  |  |  |  |  |  |  |  |  |  |  |
|  | 2. Mehmed VI            |  |  |  |  |  |  |  |  |  |  |  |  |  |  |  |
|  |                         |  |  |  |  |  |  |  |  |  |  |  |  |  |  |  |
|  |                         |  |  |  |  |  |  |  |  |  |  |  |  |  |  |  |
|  | 10. Tahir Çaçba         |  |  |  |  |  |  |  |  |  |  |  |  |  |  |  |
|  |                         |  |  |  |  |  |  |  |  |  |  |  |  |  |  |  |
|  |                         |  |  |  |  |  |  |  |  |  |  |  |  |  |  |  |
|  | 5. Gülistu Kadın        |  |  |  |  |  |  |  |  |  |  |  |  |  |  |  |
|  |                         |  |  |  |  |  |  |  |  |  |  |  |  |  |  |  |
|  |                         |  |  |  |  |  |  |  |  |  |  |  |  |  |  |  |
|  | 1. Sabiha Sultan        |  |  |  |  |  |  |  |  |  |  |  |  |  |  |  |
|  |                         |  |  |  |  |  |  |  |  |  |  |  |  |  |  |  |
|  |                         |  |  |  |  |  |  |  |  |  |  |  |  |  |  |  |
|  | 6. Hasan Marshan        |  |  |  |  |  |  |  |  |  |  |  |  |  |  |  |
|  |                         |  |  |  |  |  |  |  |  |  |  |  |  |  |  |  |
|  |                         |  |  |  |  |  |  |  |  |  |  |  |  |  |  |  |
|  | 3. Nazikeda Kadın       |  |  |  |  |  |  |  |  |  |  |  |  |  |  |  |
|  |                         |  |  |  |  |  |  |  |  |  |  |  |  |  |  |  |
|  |                         |  |  |  |  |  |  |  |  |  |  |  |  |  |  |  |
|  | 7. Fatma Horecan Aredba |  |  |  |  |  |  |  |  |  |  |  |  |  |  |  |
|  |                         |  |  |  |  |  |  |  |  |  |  |  |  |  |  |  |
|  |                         |  |  |  |  |  |  |  |  |  |  |  |  |  |  |  |